# Cirugía de cuerpo y alma
Cirugía de cuerpo y alma fue un programa de televisión chileno, emitido por Mega entre el 29 de julio de 2002 y mediados de 2008.
El programa mostraba a un equipo de cirujanos liderado en gran parte de sus temporadas por el médico Pedro Vidal García-Huidobro, que trataba a pacientes con distintos padecimientos físicos, desde problemas estéticos hasta malformaciones u obesidad que requerían de cirugía plástica, cuyo procedimiento era seguido por las cámaras, desde la llegada de la persona a la consulta médica hasta semanas después de hecha la operación.

## Historia
El programa fue creado por el cirujano plástico Dr. Pedro Vidal García-Huidobro, quien deambuló por varios canales de televisión con su proyecto, siendo rechazado por las máximas autoridades de Canal 13 en dos oportunidades. Cuando este proyecto fue por el doctor Vidal presentado a Mega, se interesaron de inmediato, y luego de varias alternativas, su producción y dirección fue encargada a Alejandro Schlesinger de Calypso Televisión. Fue estrenado el lunes 29 de julio de 2002, logrando gran éxito y llegando a ser uno de los programas más vistos de la televisión chilena.
En enero de 2007, el doctor Vidal se cambió a Canal 13, para conducir Doctor Vidal, cirugías que curan. Ese año Cirugía de cuerpo y alma tuvo su nueva temporada en Mega, conducido por el también cirujano plástico Carlos Galilea, y exhibido los martes a las 22:20; sin embargo no logró igualar las audiencias de años anteriores, razón por la que fue retirado de las pantallas de Mega a mediados de 2008.